# Christian Berkel
Christian Berkel (Berlim, 28 de outubro de 1957) é um ator alemão.

## Vida Pessoal e Carreira
Berkel nasceu em Berlim, Alemanha. Seu pai foi médico militar durante a Segunda Guerra Mundial e sua mãe veio de uma família alemã judia.
Com 14 anos de idade ele viveu em Paris, onde teve aulas de teatro com Jean-Louis Barrault e Pierre Berlim. Em seguida, ele estudou no German Film and Television Academy em Berlim e apareceu no palco em Augsburg, Düsseldorf, Munique, Viena e no Teatro Schiller, Berlim.
Ele já apareceu em várias produções da televisão alemã e garantiu um papel importante no filme Der Untergang como Ernst-Günther Schenck e no filme Valkyrie no qual ele interpretou o coronel Albrecht Mertz von Quirnheim além de ter participado de Bastardos Inglórios.
Atualmente vive em Berlim com a atriz Andrea Sawatzki, com quem tem dois filhos. Ele também é fluente em francês e inglês.

## Filmografia
- 1977: Der Mädchenkrieg
- 1977: O ovo da serpente
- 1978: Tatort - Rot, rot, tot (TV)
- 1981: Frau Jenny Treibel (TV)
- 1989: Der Bastard (série de TV)
- 1993: Ein unvergeßliches Wochenende... in Salzburg (TV)
- 1995: Das Schicksal der Lilian H. (TV)
- 1996: Lautlose Schritte (TV)
- 1997: Umarmung mit dem Tod (TV)
- 1998: Tod auf Amrum (TV)
- 1999: Sweet Little Sixteen (TV)
- 2000: Blondine sucht Millionär fürs Leben (TV)
- 2001: Das Experiment
- 2002: Die Affäre Semmeling (série de TV)
- 2003: Erste Liebe (TV)
- 2004: Der Untergang
- 2004: Männer wie wir
- 2004: Der Vater meiner Schwester (TV)
- 2005: Tatort - Leerstand (TV)
- 2005: Flightplan
- 2006: Die Sturmflut (TV)
- 2006: Eine Frage des Gewissens (TV)
- 2006: Black Book
- 2006: Der Kriminalist (TV)
- 2007: Flame & Citron
- 2008: Miracle at St. Anna
- 2008: Valkyrie
- 2009: Inglourious Basterds
- 2015: Trumbo